# فاجعه گندم‌های آلوده ۱۹۷۱ عراق

یک گونی «بذر صورتی». به برچسب به زبان اسپانیایی و رنگ متمایز نارنجی-صورتی دانه‌ها توجه کنید.

فاجعه غلات آلوده عراق در سال ۱۹۷۱ یک حادثهٔ مسمومیت گسترده با متیل جیوه بود که در اواخر سال ۱۹۷۱ آغاز شد. غلات تیمار شده با قارچ‌کش متیل جیوه که برای مصرف انسان در نظر گرفته نشده بودند، به عنوان کمک‌های انسان‌دوستانه پس از قحطی از مکزیک و ایالات متحده به عراق وارد شدند. به‌دلیل تعدادی از عوامل، از جمله برچسب زدن به زبان خارجی و توزیع دیرهنگام در چرخهٔ کشت، این غلات سمی به‌عنوان غذا توسط ساکنان عراقی در مناطق روستایی مورد مصرف قرار گرفت. این افراد پس از مصرف غلات دچار علائمی از جمله خواب‌رفتگی (بی‌حسی پوست)، آتاکسی (عدم هماهنگی حرکات ماهیچه‌ای) و از دست دادن بینایی شدند، علائمی مشابه علائمی که پیش از آن در زمان ابتلای مردم به بیماری میناماتا در ژاپن مشاهده شده بود. تعداد تلفات ثبت‌شدهٔ این فاجعه ۴۵۹ نفر بود، اما ارقامی حداقل ده برابر بیشتر نیز منتشر شده‌است. این مسمومیت در سال ۱۹۷۱ در زمان وقوع بزرگ‌ترین فاجعهٔ مسمومیت با جیوه بود و موارد مسمومیت در ژانویه و فوریهٔ ۱۹۷۲ به اوج خود رسید و تا پایان مارس نیز گزارش‌ها از مسمومیت‌های جدید متوقف شد.
گزارش‌های پس از فاجعه حاکی از وضع مقررات سخت‌گیرانه‌تر، برچسب‌گذاری و مدیریت بهتر غلات جیوه‌دار و مشارکت گسترده‌تر سازمان بهداشت جهانی در نظارت و پیشگیری از حوادث مسمومیت بودند. پیرو بررسی‌های انجام‌شده، مشخص شد که جنین‌ها و کودکان خردسال بیشتر در خطر این نوع از مسمومیت قرار دارند.

## پیش‌زمینه
خواص جیوه آن را به یک قارچ کش مؤثر تبدیل می‌کند. سوئد در سال ۱۹۶۶ به‌عنوان اولین کشور استفاده از متیل جیوه را ممنوع اعلام کرد، و پس از آن انگلستان نیز در سال ۱۹۷۱ ممنوعیت مشابهی را وضع کرد. پیش از این نیز حوادث مسمومیت با جیوه در عراق در سال‌های ۱۹۵۶ و ۱۹۶۰ رخ داده بود که در سال ۱۹۵۶، حدود ۲۰۰ مورد مسمومیت و ۷۰ مورد مرگ گزارش شده بود و در سال ۱۹۶۰ نیز ۱٬۰۰۰ مورد مسمومیت رخ داده بود که ۲۰۰ مورد از آن‌ها منجر به مرگ افراد شد. در هر دو مورد این مسمومیت‌ها دلیل مسمومیت ترکیبات اتیل جیوه ذکر شد. از جمله توصیه‌های منتشرشده پس از حادثهٔ ۱۹۶۰، رنگ‌آمیزی دانه‌های سمی برای سهولت شناسایی و تمایز آسان بود. تا پیش از حادثهٔ ۱۹۷۱، حدود ۲۰۰ تا ۳۰۰ مورد مسمومیت با متیل جیوه در سراسر جهان گزارش شده بود. خشکسالی در سال‌های ۱۹۶۹ و ۱۹۷۰ منجر به کاهش برداشت محصولات کشاورزی شده بود که ۵۰۰٬۰۰۰ نفر را نیز تحت تأثیر قرار داده بود.

## علت‌ها

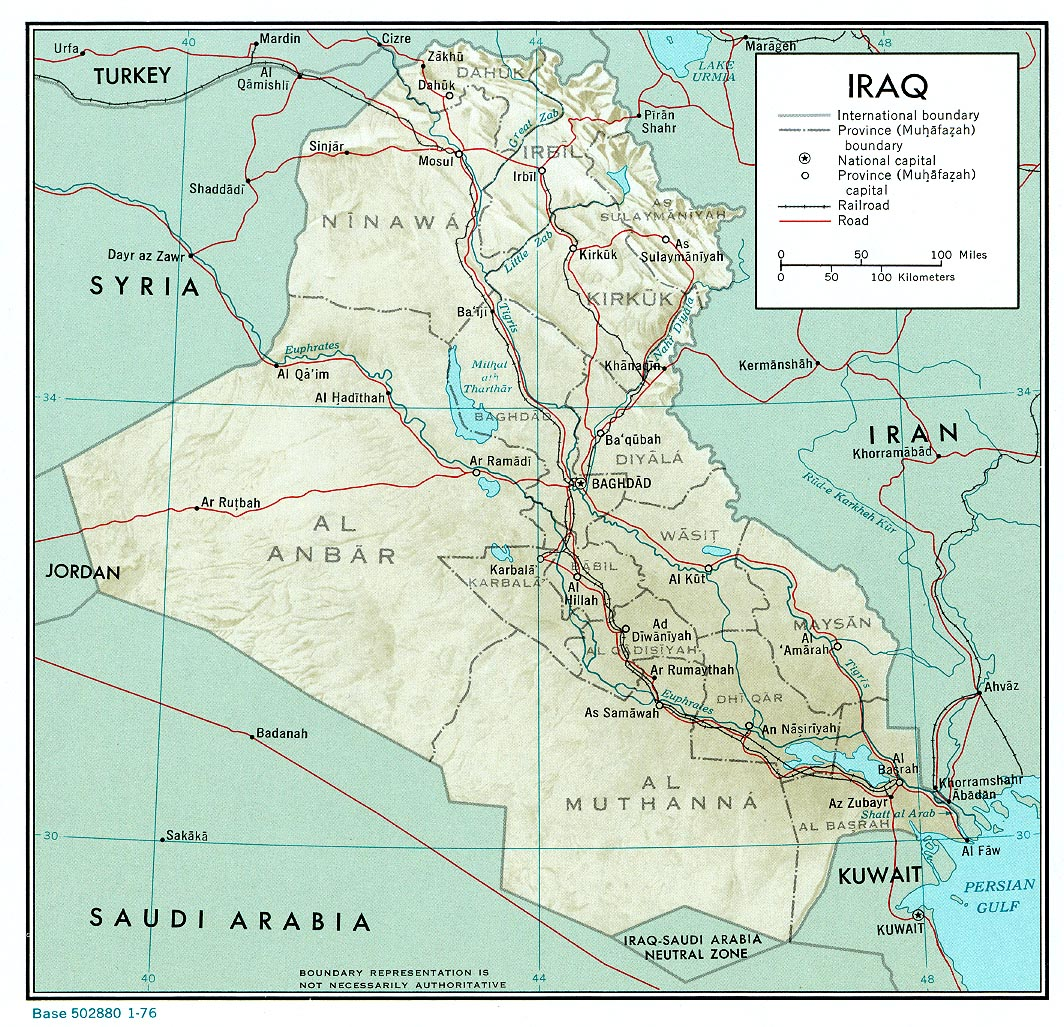
نقشه‌ای از عراق (۱۹۷۶) که استان‌های مورد اشاره را نشان می‌دهد.

حدود ۹۵٬۰۰۰ تن (۹۳٬۰۰۰ تن بزرگ؛ ۱۰۵٬۰۰۰ تن کوچک) غلات (۷۳٬۲۰۱ تن دانهٔ گندم و ۲۲٬۲۶۲ تن جو) به رنگ صورتی-نارنجی از ایالات متحده و مکزیک به عراق ارسال شد. این محمولهٔ گندم بین ۱۶ سپتامبر تا ۱۵ اکتبر و محمولهٔ جو بین ۲۲ اکتبر تا ۲۴ نوامبر ۱۹۷۱ با کشتی اس‌اس ترید کریر به بصره رسید. دولت عراق گندم مکسی‌پِک را انتخاب کرده بود که یک دانهٔ گندم پرمحصول است که توسط نورمن بورلاگ در مکزیک تولید شده بود. در هر گرم از این دانه‌ها به‌طور متوسط ۷٫۹ میکروگرم جیوه وجود داشت و جیوهٔ موجود در برخی از نمونه‌ها تقریباً دو برابر این مقدار نیز بود. طبق گزارش‌ها، تصمیم برای استفاده از غلات پوشش داده‌شده با جیوه توسط دولت عراق اتخاذ شده‌بود و نه از سوی تأمین‌کنندهٔ آن‌ها یعنی شرکت کارگیل. سه استان شمالی نینوا، کرکوک و اربیل روی هم رفته بیش از نیمی از این محموله‌ها را دریافت کردند. آغاز دیرهنگام توزیع، و رسیدن غلات به دست کشاورزان پس از فصل کاشت در ماه‌های اکتبر و نوامبر، از جملهٔ عوامل مؤثر بر همه‌گیری بیماری بود.
کشاورزانی که غلات مسموم‌شده را در دست داشتند، در عوض آن را به عنوان غذا به خانواده‌های خود دادند، زیرا ظرفیت کاشت خودشان تکمیل شده بود. توزیع این غلات به‌صورت شتابزده و آزاد انجام شد و غلات به‌صورت رایگان یا با پرداخت غیرنقدی توزیع می‌شد. برخی از کشاورزان حتی غلات خود را فروختند، مبادا برداشت این غلات جدید ارزش انواع قدیمی آنها را کاهش دهد. این باعث شد که آنها برای زمستان به غلات آلوده وابسته شوند. بسیاری از عراقی‌ها یا از خطر قابل توجه ناشی از این غلات برای سلامتی خود بی‌خبر بودند، یا این که تصمیم گرفتند که هشدارها را نادیده بگیرند. در ابتدا، کشاورزان باید با اثر انگشت یا امضاء تأیید می‌کردند که از سمی بودن این غلات آگاه هستند، اما طبق گزارش برخی منابع، توزیع‌کنندگان چنین تأییدیه‌هایی را از کشاورزان درخواست نمی‌کردند. هشدارهای روی کیسه‌ها به زبان اسپانیایی و انگلیسی بود و برای کشاورزان قابل درک نبود، یا شامل طرح جمجمه و استخوان‌های متقاطع سیاه و سفید بود که برای عراقی‌ها معنایی نداشت. از آنجا که علائمی پس از مصرف این غلات توسط حیوانات در آن‌ها بروز نکرد، ممکن است که دورهٔ طولانی و بدون علامت مسمومیت با جیوه به کشاورزان احساس امنیت کاذب داده باشد. مردم برای مصرف رنگ قرمز روی دانه‌ها را می‌شستند، اما با این شستشو، این دانه‌ها از جیوه پاک نمی‌شدند. از این رو ممکن است که شستشوی غلات به‌ظاهر این‌طور نشان دهد که سم موجود در غلات پاک شده‌است.
جیوه از طریق مصرف نان خانگی، گوشت و سایر فرآورده‌های حیوانی به‌دست آمده از دام‌هایی که جوی تصفیه‌شده را مصرف کرده بودند، سبزیجات رشد یافته از خاک آلوده به جیوه، گوشت پرندگان شکار شده که از غلات تغذیه کرده بودند و ماهی‌های صید شده در رودخانه‌ها، کانال‌ها و دریاچه‌هایی که غلات تیمار شده با متیل جیوه توسط کشاورزان به داخل آنها ریخته شده بود، وارد بدن افراد می‌شد. استنشاق گرد و غبار بذر زمینی یک عامل کمک‌کننده در کشاورزان در طول کاشت و آسیاب بود. تصور می‌شود مصرف غلات آسیاب‌شده در نان خانگی منبع اصلی مسمومیت بوده‌است، زیرا هیچ موردی در مناطق شهری، که عرضهٔ آرد دولتی در آن‌ها تحت قوانین تجاری انجام می‌شد، گزارش نشده‌است.

## علائم، شیوع و درمان
بروز اثرات جیوه زمان‌بر بود – دورهٔ نهفتگی بین مصرف و اولین علائم (معمولا خواب‌رفتگی – بی‌حسی در اندام‌ها) بین ۱۶ تا ۳۸ روز بود. علامت غالب در مواردی با شدت کمتر، خواب‌رفتگی بود. موارد شدیدتر شامل آتاکسی (معمولاً از دست دادن تعادل)، کوری یا کاهش بینایی و مرگ ناشی از نارسایی سیستم عصبی مرکزی می‌شد. گفته می‌شود ۲۰ تا ۴۰ میلی‌گرم جیوه برای خواب‌رفتگی کافی است (بین ۰٫۵ تا ۰٫۸ میلی‌گرم به‌ازای هر کیلوگرم وزن بدن). افراد مبتلا به‌طور متوسط حدود ۲۰ کیلوگرم یا بیشتر نام مصرف کرده بودند؛ ۷۳٬۰۰۰ تن غلات وارد شده به عراق برای مبتلا کردن بیش از ۳ میلیون انسان کافی بود.
بیماران با علائمی به بیمارستان کرکوک مراجعه کردند که پزشکان حاضر در آن بیمارستان، آن‌ها را مشابه علائم مشاهده‌شده در زمان همه‌گیری سال ۱۹۶۰ تشخیص دادند. اولین مورد مسمومیت با آلکیل جیوه در ۲۱ دسامبر در بیمارستان بستری شد. در ۲۶ دسامبر، این بیمارستان در این مورد هشداری اختصاصی برای دولت ارسال کرده بود. در ژانویهٔ ۱۹۷۲، دولت اکیداً به مردم در خصوص خوردن غلات هشدار داده بود، اگرچه در این اعلان‌ها به تعداد زیادی که پیش از آن بیمار شده بودند، اشاره نشده بود. ارتش عراق خیلی زود دستور معدوم کردن این غلات را صادر کرد و در نهایت برای هر کسی که دست به فروش این غلات بزند، مجازات اعدام اعلام کرد. کشاورزان منابع خود را در هر مکانی که ممکن بود دور می‌ریختند و دیری نگذشت که آلودگی به منابع آبی (به‌ویژه رودخانهٔ دجله) رسید و منجر به بروز مشکلات بیشتری شد. پس از آن دولت دستور خاموشی خبری صادر کرد و اطلاعات کمی دربارهٔ شیوع این بیماری منتشر شد.
سازمان بهداشت جهانی از طریق تهیهٔ دارو، تجهیزات تحلیلی و مشاوره‌های تخصصی در این بحران به دولت عراق کمک کرد. در این میان بسیاری از درمان‌های جدید مورد آزمایش قرار گرفتند، چرا که روش‌های موجود برای مسمومیت با فلزات سنگین مؤثر نبودند. مصرف دیمرکاپرول برای چندین بیمار تجویز شد، اما باعث بدتر شدن سریع وضعیت آنها شد و پس از شیوع این بیماری اثرگذاری آن به‌عنوان درمانی برای این نوع مسمومیت رد شد. رزین‌های پلی‌تیول، پنی سیلامین و دیمرکاپرول سولفونات همگی به تسکین علائم کمک کردند، اما اعتقاد بر این است که میزان مؤثر بودن آن‌ها در بهبود کلی و نتایج تا حد قابل توجهی کم بوده‌است. دیالیز در اواخر دوره درمان روی چند بیمار آزمایش شد، اما هیچ بهبود بالینی در این بیماران حاصل نشد.  نتایج همهٔ درمان‌ها متفاوت بود، به‌طوری که سطح جیوه در خون برخی از بیماران به‌طور چشمگیری کاهش یافت، اما در برخی دیگر تأثیر ناچیزی داشت. همهٔ بیماران دوره‌های درمان را در هم آمیخته با دوره‌های استراحت طی کردند و درمان مداوم در موارد آینده پیشنهاد شد. درمان‌های متعاقب کمتر در کاهش مسمومیت خون مؤثر بودند.

## نمودها

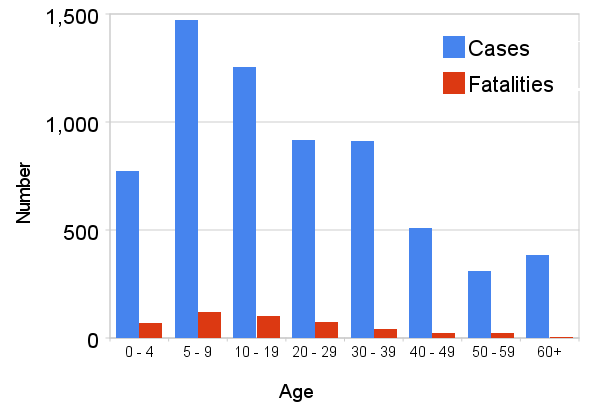
بروز موارد ابتلا و تلفات بر حسب گروه سنی

۶٬۵۳۰ بیمار با مسمومیت در بیمارستان‌ها بستری شدند و ۴۵۹ نفر نیز کشته شدند. موارد ابتلا و بستری در ماه ژانویه به بیش از صدها مورد در روز رسید و تا اوایل ماه مارس تا حد زیادی کاهش یافت. آخرین بیمار در ۲۷ مارس در بیمارستان پذیرش شد. پذیرش‌ها نشان‌دهندهٔ هر قشر سنی و جنسیتی بودند، اگرچه افراد زیر ده سال یک سوم موارد پذیرش‌شده را تشکیل می‌دادند. این عدد به دلیل در دسترس بودن درمان بیمارستانی، ازدحام بیش از حد بیمارستان و عدم اعتماد به درمان، «مسلماً کمتر از اعداد واقعی است». در مناطق شدیداً آسیب‌دیده، میزان شیوع برابر با ۲۸٪ و آمار مرگ و میر برابر با ۲۱٪ از موارد ابتلا بود. برخی از پزشکان عراقی بر این باورند که هم تعداد موارد ابتلا و هم تلفات حداقل ده برابر آمار منتشر شده‌است، و احتمال دارد که ۱۰۰٬۰۰۰ مورد آسیب مغزی نیز برجای مانده باشد. یکی از دلایل مطرح‌شده برای اختلاف فاحش بین تعداد گزارش‌شده و تخمینی مرگ‌ومیر، یکی از رسومات عراقی است که در که در صورت امکان، فرد در خانهٔ خود بمیرد و این رسم در بخش‌های وسیعی از خاورمیانه نیز مرسوم است. در این حادثه مرگ و میر خانگی ثبت نمی‌شد.
تعداد زیادی از بیماران که علائم جزئی داشتند، به‌طور کامل بهبود یافتند و افرادی که علائم جدی‌تری داشتند نیز بهتر شدند. این برخلاف نتایج مورد انتظاری بود که عمدتاً بر اساس تجزیه و تحلیل شیوع بیماری میناماتا در ژاپن در نظر گرفته شده بود. در پسرانی که سطوح جیوه در خون آنان کمتر از سطح مسمومیت بالینی بود، کاهش عملکرد در مدرسه مشاهده شد، اگرچه وابستگی این موضوع به این مسمومیت‌ها تأیید نشد. در نوزادان، مسمومیت با جیوه باعث آسیب به سیستم عصبی مرکزی شد. دوزهای نسبتاً کمتر نیز باعث کندی رشد در کودکان و رفلکس‌های غیرطبیعی شد. از آن زمان تاکنون درمان‌های مختلفی برای مسمومیت با جیوه ایجاد شده‌است و «سندرم کودک آرام» که با نشانه‌های کودکی که هرگز گریه نمی‌کند شناخته می‌شود، اکنون یک علامت شناخته‌شده برای آسیب مغزی ناشی از متیل جیوه است. توصیه‌های مداوم مقامات تنظیم مواد غذایی بر مصرف توسط زنان باردار و کودکان شیرخوار متمرکز شده‌است و به حساسیت خاص جنین‌ها و نوزادان به مسمومیت با متیل جیوه نیز اشاره دارد. داده‌های عراق تأیید کرده‌است که متیل جیوه می‌تواند در رحم به کودک منتقل شود و سطوح جیوه در نوزاد تازه متولد شده برابر یا بالاتر از مادر خود بوده‌است.
در سال ۱۹۷۴ و در یک نشست مشترک بین سازمان غذا و کشاورزی (فائو) و سازمان بهداشت جهانی (WHO) چندین توصیه برای جلوگیری از همه‌گیری‌های مشابه ارائه شد. این توصیه‌ها شامل تأکید بر اهمیت برچسب‌زدن کیسه‌ها به زبان محلی و با نمادهای هشداردهندهٔ محلی و قابل درک برای بومیان است. امکان ایجاد یک افزودنی تلخ قوی نیز در این میان مورد بررسی قرار گرفت. در این نشست از دولت‌ها خواسته شد تا استفاده از متیل و اتیل جیوه را در کشورهای خود به شدت تحت نظارت قرار دهند؛ از جمله محدود کردن استفاده از این ماده به مواردی که هیچ جایگزین منطقی دیگری برای این ماده در دسترس نباشد. در این نشست همچنین توصیه شد که فائو و سازمان بهداشت جهانی در کمک به دولت‌های ملی در تنظیم، اجرا و راه‌اندازی مراکز ملی کنترل سم مشارکت بیشتری داشته باشند. در طی ۹ تا ۱۳ نوامبر آن سال، کنفرانسی در مورد مسمومیت ناشی از بذرهای تیمار شده با آلکیل جیوه در بغداد برگزار شد. در این کنفرانس از توصیه‌های مندرج در گزارش فائو و سازمان بهداشت جهانی حمایت شد و همچنین از آنجا که توزیع اطلاعات شیوع بیماری‌ها، از جمله گستردگی شیوع و علائم آن‌ها امری حیاتی دانسته شد، پیشنهاد شد که رسانه‌های محلی و ملی باید این اطلاعات را به اطلاع عموم برسانند. همچنین یک طرح کلی برای جمع‌آوری اطلاعات میدانی و تجزیه و تحلیل احتمالی برای بررسی بیشتر ارائه شد. این بیانیه از دولت‌های ملی خواست تا در صورت امکان از کمک‌های سازمان جهانی بهداشت استفاده کنند و دولت‌های جهانی را با عبارات واضح تبرئه کرد و گفت: «هیچ کشوری نباید احساس کند که برای تعلل در شیوع بیماری، هیچ سرزنشی متوجه آن نمی‌شود».